# Nasoona nigromaculata
Nasoona nigromaculata är en spindelart som beskrevs av Gao, Fei och Ji Chun Xing 1996. Nasoona nigromaculata ingår i släktet Nasoona och familjen täckvävarspindlar. Inga underarter finns listade i Catalogue of Life.